# Сети-Сидадиш (горный массив)
Сети-Сидадиш (порт. Sete Cidades) — стратовулканический комплекс, относящийся к полигенетическому вулкану и кальдере, расположенный в западной части острова Сан-Мигел, в португальском архипелаге Азорские острова. Более известный по лагуне Сети-Сидадиш в его центре, вулканический комплекс состоит из многовековых геоморфологических структур, включающих лавовые купола, конусы, потоки лавы и геоморфологию маара, которыми отмечена его история.

## История
Почти круглая кальдера представляет собой вложенную структуру, образовавшуюся в результате трёх отдельных эпизодов обрушения кальдеры, каждый из которых был связан с эксплозивными извержениями. Эти эпизоды обрушения кальдеры произошли после эксплозивных извержений, которые сформировали пирокластические поля Риско, Бретанья и Санта-Барбара.
Первая фаза произошла 35 700 лет назад и закончилась с крахом главного вулкана. Вторичная фаза началась около 28 750 лет назад и была причиной краха северо-западной части первоначальной кальдеры. Около 15 740 лет назад произошла последняя фаза, отмеченная крахом северной и северо-восточной частей кратера. В каждой из этих фаз формирования пеплопад лапилли (в результате плинианских извержений) и отложения пирокластического потока трансформировались в игнимбриты в результате плавления.
Массив Сети-Сидадиш пережил 17 внутрикальдерных извержений за последние 5000 лет, что делает его самым активным на архипелаге. Внутрикальдерная активность была в основном отмечена трахитовыми субплинианскими и плинианскими извержениями, некоторые из которых имели гидромагматические характеристики. Эти образования датируются 35 700 г. до н. э., 28 750 г. до н. э. и 15 740 г. до н. э. Затем между этими пароксизмальными событиями произошло множество более мелких эксплозивных извержений. За последние 5000 лет в пределах вулкана Сети-Сидадиш произошло 17 эксплозивных извержений, что привело к выпадению осадков и гидромагматическим извержениям. Местоположение этих извержений различается, но в целом они имели южное рассеивание. Тем не менее, существуют геологические свидетельства пирокластических плотностных потоков, связанных с тремя или четырьмя взрывными событиями, но высокие концентрации пирокластических потоков редки. Возможно, что любые пирокластические потоки были ограничены каналами и откладывались только локально в понижениях; и эти отложения быстро размывались.
Последнее внутрикальдерное извержение произошло примерно в 500-е годы н.э., в результате чего образовался конус Кальдейра-Сека. У основания кальдеры находятся шесть пирокластических конусов голоценовой эпохи. Кроме того, на северо-западных склонах массива обнаружена большая группа плейстоценовых посткальдерных трахитовых лавовых куполов, лавовых потоков и отложений пирокластических потоков.
В течение всей истории извержения были, как правило, базальтовыми по качеству, с эффузивными характеристиками, которые были менее взрывными, но в целом  гавайскими или стромболианскими по природе, происходящими вдоль флангов кратера и обусловленными краевыми и радиальными разломами. В отличие от Фурнаша, в Сети-Сидадиш нет активных фумарол, и большинство вторичных проявлений происходит в подводных жерлах у побережья Понта-да-Феррария и побережья Мостейруш, а также в зонах естественной дегазации.
Самое последнее историческое извержение датируется XV веком; Сети-Сидадиш исторически не извергался, хотя извержение могло произойти непосредственно перед первой колонизацией острова, связанной с рифтовой зоной непосредственно к юго-востоку от массива Сети-Сидадиш. Другие извержения происходили в кальдере и из подводных источников вдоль западного побережья острова; за всю историю существования острова в непосредственной близости от береговой линии произошло четыре стромболианских извержения и три сюртсейских извержения.

## География
Массив Сети-Сидадиш занимает северо-западную часть острова и представляет собой круглую центральную кальдеру размером 6 на 5 километров (3,7 миль × 3,1 мили), внутренняя часть которой занята различными озерами и вулканическими конусами из пемзы, лавовыми куполами и маарами. Глубина кальдеры варьируется от 200 метров (660 футов) на западе до 500 метров (1600 футов) на востоке, хотя в среднем она составляет около 300 метров (980 футов). Региональная тектоника влияет на геоморфологические формы в этом регионе, как и рифтовая зона, характеризующаяся обилием шлаковых конусов, простирающихся на юго-восток от кальдеры. Эта рифтовая зона нетипично расположена на 200 метров (660 футов) выше края кратера, что может защитить Понта-Делгада от всего, кроме пирокластических потоков, связанных с любым будущим извержением. Северо-западный фланг отмечен грабеном Мостейруш, тектонической структурой, выровненной в направлении с северо-запада на юго-восток после разлома рифтовой зоны Терсейра. Эти разломы и краевые трещины уступили место радиальным разломам, что привело к образованию шлаковых конусов и лавовых куполов по всей серре.
Вулкан Сети-Сидадиш отличается двумя стратиграфическими слоями. Нижняя группа включает самые древние отложения, связанные с субаэральными извержениями, произошедшими более 200 000 лет до н. э. Этот период активности был по существу эффузивным, производящим базальтовые лавовые потоки трахита.
Верхний слой включает продукты извержений, произошедших 36 000 лет до н. э., что привело к первому формированию первичного моногенного конуса. Эта группа отмечена шестью фазами формирования, возникшими в результате взрывных обломков трахитовых материалов, включая пирокластические бомбы и потоки, некоторые из которых возникли в результате гидромагматических сил.